# Ficopomatus talehsapensis
Ficopomatus talehsapensis är en ringmaskart som beskrevs av Pillai 2008. Ficopomatus talehsapensis ingår i släktet Ficopomatus och familjen Serpulidae. Inga underarter finns listade i Catalogue of Life.